# Thomas Gibson (Politiker)
Thomas Gibson (* 1750 in Colony of Virginia; † 13. Mai 1814 in Ohio) war ein US-amerikanischer Politiker (Demokratisch-Republikanische Partei). Er war von 1803 bis 1808 Auditor of State von Ohio.

## Werdegang
Thomas Gibson wurde während der Regierungszeit von Georg II. in den Dreizehn Kolonien geboren und wuchs dort auf. Über seine Jugendjahre ist nichts bekannt. Er kämpfte während des Unabhängigkeitskrieges. Er zog dann in das Nordwestterritorium, wo er Auditor des Territoriums wurde. Ohio wurde im März 1803 ein Staat. Die Ohio General Assembly kam zu einer Session zusammen und wählte Gibson am 15. März 1803 zum ersten Auditor of State von Ohio. Gibson diente eine dreijährige Amtszeit und wurde dann am 20. Januar 1806 durch die Legislative wiedergewählt. Er bekleidet den Posten bis zu seinem Rücktritt am 1. März 1808. Ferner gehörte er den Freimaurern an. Er war ein frühes Mitglied der Nova Caesaree Lodge Nr. 10 in Cincinnati (Ohio) und von 1805 bis 1807 der erste Master der Scioto Lodge Nr. 2 in Chillicothe (Ohio). Am 11. Dezember 1799 wurde er in Cincinnati Ortsverband Nr. 2 zum Royal Arch Mason erhoben. Er verstarb am 3. Mai 1814.